# Hadleigh Hamlet
Hadleigh Hamlet 1866–1935 när det uppgick i Kersey och Boxford, i distriktet Babergh i grevskapet Suffolk i England. Civil parish är belägen 5 km från Hadleigh. Civil parish omfattade Wicker Street Green. Civil parish hade 153 invånare år 1931.